# 1,4-Pentadien
1,4-Pentadien ist Dien  und eine ungesättigte chemische Verbindung aus der Gruppe der aliphatischen Kohlenwasserstoffe.

## Gewinnung und Darstellung
1,4-Pentadien kann durch Esterpyrolyse von 1,5-Pentandioldiacetat gewonnen werden, indem dieses auf etwa 575 °C erhitzt wird und das dabei entstehende 1,4-Pentadien in einer Kühlfalle aufgefangen wird.
Eine alternative Synthese geht von Acetaldehyd aus, der zunächst mit Ethanol und Chlorwasserstoff zu α-Chlorethylethylether umgesetzt und dann mit elementarem Brom zu α,β-Dibromethylethylether bromiert wird. Dieser wird dann in einer Grignard-Reaktion mit Allylmagnesiumbromid zu α-Allyl-β-bromethylethylether umgesetzt und dieser mit Zink und Zinkchlorid in Butylalkohol defunktionalisiert.

## Eigenschaften
1,4-Pentadien ist eine sehr leicht flüchtige, farblose Flüssigkeit, die sehr schwer löslich in Wasser ist.

## Verwendung
1,4-Pentadien kann zur Herstellung anderer chemischer Verbindungen wie 2,4-Dichlorpentan oder Poly-1,4-pentadien verwendet werden.

## Sicherheitshinweise
1,4-Pentadien ist eine extrem entzündbare Flüssigkeit. Ihre Dämpfe bilden mit Luft explosive Gemische (Flammpunkt −20 °C).